# Émile Dupont
Émile Leon Jacques Dupont (Lieja, 8 de juny de 1887 – Lieja, 18 de març de 1959) va ser un tirador belga que va competir a començaments del segle xx. El 1911 es casà amb la tennista Marthe Dupont-Trasenster.
El 1920 va prendre part en els Jocs Olímpics d'Anvers, on disputà dues proves del programa de tir. Guanyà la medalla de plata en la competició de fossa olímpica per equips, mentre en la prova individual fou novè.
Quatre anys més tard, als Jocs de París, tornà disputar les dues mateixes proves. En la competició de fossa olímpica per equips fou quart, mentre en la prova individual hagué d'abandonar.